# Сень Олександр Васильович (військовик)
Олекса́ндр Васи́льович Се́нь (6 січня 1977, м. Верхньодніпровськ, Дніпропетровська область, Українська РСР — 20 липня 2017, м. Красногорівка, Мар'їнський район, Донецька область, Україна) — старший солдат Збройних сил України, учасник російсько-української війни.

## Біографія
Народився 1977 року в місті Верхньодніпровськ на Дніпропетровщині. 1994 року закінчив середню школу № 2 міста Верхньодніпровська. Продовжив навчання у Верхньодніпровському технікумі (нині — Верхньодніпровський коледж ДДАЕУ). У 2000 році закінчив Міжрегіональну академію управління персоналом за спеціальністю «Правознавство».
З 2003 року — член ВО «Батьківщина», був першим заступником голови Верхньодніпровської організації «Батьківщини» з організаційних питань та кадрів, 2010 року був обраний депутатом Верхньодніпровської районної ради. На виборах до міської ради у 2015 році висувався від БПП «Солідарність» як безпартійний.
Під час російської збройної агресії проти України 29 квітня 2016 року Верхньодніпровським об'єднаним районним військовим комісаріатом був призваний на військову службу за контрактом, брав участь в антитерористичній операції.
Старший солдат, стрілець-зенітник зенітно-ракетного взводу 1-го механізованого батальйону 92-ї окремої механізованої бригади, військова частина А0501, с. Клугино-Башкирівка, Харківська область.
Загинув 20 липня 2017 року близько 4:45 від вогнепального поранення під час бойових дій на крайньому взводному опорному пункті (ВОП) № 9203 в районі міста Красногорівка, відбиваючи напад ДРГ противника. У тому ж бою загинули солдати Віктор Чорнобай та Олег Гавря.
Про обставини бою детально розповіли у Прес-центр АТО: російсько-терористичні формування завдали удару по позиціях батальйону, розпочавши обстріл зі 120-мм мінометів і танків з боку окупованої Старомихайлівки. Українські бійці помітили ворожу ДРГ з 10—15 бойовиків і відкрили вогонь. У перші хвилини бойового зіткнення на крайньому ВОП двоє солдат дістали поранення, що не сумісні з життям. Одного бійця, контуженого, захопила ворожа ДРГ. В ході бою було ліквідовано двох бойовиків, але захисникам опорного пункту довелось відступити на суміжну позицію. Під час переміщення, було вбито ще двох терористів. Згодом підійшло підкріплення, яке надійно закріпилося на позиціях, в ході бойових дій ще один боєць дістав поранення, що несумісні з життям, поранень зазнали троє військовиків. Противник був змушений відійти під прикриттям танків, мінометів та пересувних реактивних систем Град-П («Партизан»). Під час евакуації поранених противник продовжував обстріл, близько 6:00 120-мм міна вибухнула поряд з групою евакуації, четверо українських військовослужбовців дістали контузії. Після спішного відходу бойовиків залишились три тіла, зброя, медичні матеріали російського виробництва, шеврони терористичних формувань «Оплот» і «Купол». Захоплений у полон старший солдат Роман Савков був звільнений за обміном 24 січня 2018 року.
22 липня Олександра поховали на міському кладовищі Верхньодніпровська.
Залишились дружина Тамара Кравченко та троє синів.

## Нагороди та вшанування
- Указом Президента України від 11 жовтня 2017 року № 318/2017, за особисту мужність і самовіддані дії, виявлені у захисті державного суверенітету та територіальної цілісності України, зразкове виконання військового обов'язку, нагороджений орденом «За мужність» III ступеня (посмертно)[15].
- 6 грудня 2018 року у Верхньодніпровську на будівлі ЗОШ № 2 встановили та урочисто відкрили меморіальну дошку полеглому на війні випускнику школи Олександру Сеню[16].
- У Верхньодніпровську названо вулицю на честь Олександра Сеня.